# BDC-Marcpol Team/2013
Deze pagina geeft een overzicht van de BDC-Marcpol Team-wielerploeg in 2013.

## Algemene gegevens
Algemeen manager: Dariusz Banaszek
Ploegleiders: Dariusz Banaszek, Grzegorz Gronkiewicz
Fietsmerk: BDC
Budget: niet bekend

## Renners
| Naam               | Geboortedatum | Nationaliteit | Ploeg 2012                   |
| ------------------ | ------------- | ------------- | ---------------------------- |
| Adrian Banaszek    | 21-10-1993    | Polen         |                              |
| Pawel Bernas       | 24-05-1990    | Polen         | Neo                          |
| Konrad Dąbkowski   | 16-02-1989    | Polen         |                              |
| Jakub Foltyn       | 12-05-1992    | Polen         | Wibatech-LMGK Ziemia Brzeska |
| Kamil Gradek       | 17-09-1990    | Polen         | Neo                          |
| Kacper Gronkiewicz | 29-06-1993    | Polen         |                              |
| Piotr Kirpsza      | 27-05-1989    | Polen         |                              |
| Mateusz Komar      | 18-07-1985    | Polen         |                              |
| Jaroslaw Kowalczyk | 23-04-1989    | Polen         |                              |
| Eryk Laton         | 22-08-1993    | Polen         |                              |
| Adam Pierzga       | 14-11-1984    | Polen         | Neo                          |
| Leszek Plucinski   | 03-06-1990    | Polen         | Wibatech-LMGK Ziemia Brzeska |
| Robert Radosz      | 08-07-1975    | Polen         |                              |
| Marcin Sapa        | 10-02-1976    | Polen         |                              |
| Damian Walczak     | 29-07-1984    | Polen         |                              |

## Overwinningen
| Ronde van Marokko 7e etappe: Mateusz Komar Memorial Andrzeja Trochanowskiego Winnaar: Konrad Dąbkowski Koers van de Olympische Solidariteit 3e etappe: Konrad Dąbkowski Ronde van Mazovië 4e etappe (TTT): Marcin Sapa, Adrian Banaszek, Jaroslaw Kowalczyk, Robert Radosz, Mateusz Komar, Paweł Bernas en Piotr Kirpsza Eindklassement: Marcin Sapa Ronde van Bulgarije 4e etappe: Marcin Sapa Pools kampioenschap koppeltijdrit Winnaar: Paweł Bernas en Kamil Gradek |

2012 · 2013